# 约包哈佐
约包哈佐（匈牙利語：Jobaháza），是匈牙利杰尔-莫雄-肖普朗州所辖的一个村。总面积8.06平方公里，总人口548，人口密度68.0人/平方公里（2011年1月1日）。